# تاکمیتسو تاکیزاکی
تاکمیتسو تاکیزاکی (انگلیسی: Takemitsu Takizaki؛ زادهٔ ۱۹۴۵ (۷۹–۸۰ سال)) کارآفرین و مدیر ارشد اجرایی ژاپنی است، که در حال حاضر به‌عنوان رئیس هیئت مدیره شرکت کیینس فعالیت می‌نماید.